# Kloden rokker
Kloden rokker er en dansk dokumentarfilm fra 1978 med instruktion og manuskript af John Menzer.

## Handling
I 1977 var Roskilde Festivalen i sit 8. år og noterede sig for 33.000 betalende gæster, et dengang imponerende tal (i 1995 var det steget til 90.000). En fastholdelse på dokumentarfilm var på sin plads, men for at opnå et særligt perspektiv valgtes roadiernes arbejde som synsvinklen før, under og efter de store stjernestunder. Irske The Chieftains optræder, ellers er fokus på danske rockgrupper.